# William Averell Harriman
William Averell Harriman (zkracován W. Averell Harriman; 15. listopadu 1891 New York – 26. července 1986 Yorktown Heights) byl americký politik Demokratické strany, podnikatel a diplomat.
Ještě před začátkem politické kariéry (1931) byl spoluzakladatelem investiční banky Brown Brothers Harriman & Co. Během druhé světové války byl americkým velvyslancem v Sovětském svazu. Sloužil pod prezidentem Harrym S. Trumanem jako ministr obchodu, koordinátor Marshallova plánu a ředitel Mutual Security Agency (Agentury pro vzájemnou bezpečnost, 1951–1953). V letech 1955 až 1958 byl Harriman guvernérem státu New York. Za Johna F. Kennedyho vedl na ministerstvu zahraničí sekci pro východní Asii a Tichomoří, poté pracoval jako náměstek ministra zahraničí pro politické záležitosti v letech 1963–1965. Averell Harriman se počítá k šesti „mudrcům“, kteří měli od druhé světové války až do šedesátých let velký vliv na americkou zahraniční politiku.